# Arquidiócesis de Acerenza
La arquidiócesis de Acerenza (en latín: Archidioecesis Acheruntina y en italiano: Arcidiocesi di Acerenza) es una circunscripción eclesiástica de la Iglesia católica en Italia. Se trata de una arquidiócesis latina, sufragánea de la arquidiócesis de Potenza-Muro Lucano-Marsico Nuovo. Desde el 20 de mayo de 2016 su arzobispo es Francesco Sirufo.

## Territorio y organización
La arquidiócesis tiene 1278 km² y extiende su jurisdicción sobre los fieles católicos de rito latino residentes en 16 comunas de la provincia de Potenza en la región de Basilicata: Laurenzana, Cancellara, Calvello, Genzano di Lucania, Anzi, Pietrapertosa, Pietragalla, Banzi, Castelmezzano, Palazzo San Gervasio, San Chirico Nuovo, Tolve, Brindisi Montagna, Trivigno, Vaglio Basilicata y Oppido Lucano.
La sede de la arquidiócesis se encuentra en la ciudad de Acerenza, en donde se halla la Catedral de Santa María Asunta y San Canio Obispo.
En 2022 en la arquidiócesis existían 21 parroquias.

## Historia
Según la tradición ya en el año 300 la serie de obispos de Acerenza comenzó con Romano, quien gobernó la Iglesia de Acerenza del 300 al 329, bajo el pontificado del papa san Marcelino. Otros obispos siguen en la lista hasta el 441. Sin embargo, esta lista se considera falsa, ya que la mayoría de los nombres son de origen lombardo y porque está claro que hubo un intento de llenar el vacío en la cronología y llevar los orígenes del obispado aqueruntino al siglo IV.
El primer obispo históricamente documentado fue Giusto, quien participó en el sínodo de Roma en 499 convocado por el papa Símaco.
Después de Giusto no se conocen otros obispos, hasta el 776, año en el que Leone II ocupó la silla episcopal. A partir de esta fecha la serie de obispos es ininterrumpida, salvo breves períodos, y permite también conocer el desarrollo de la diócesis.
En 799 el obispo Leone II hizo transportar el cuerpo de san Canio desde la antigua ciudad de Atella, en Campania, a Acerenza. En 872 fue el obispo Pietro II quien hizo trasladar a Acerenza las reliquias de otro santo, san Laverio, sacadas de la Iglesia de Grumentum.
A finales del siglo X el obispado pasó a ser sufragáneo de la arquidiócesis de Otranto. En efecto, en 968, tras una decisión del emperador de Constantinopla, el arzobispo de Otranto recibió autorización para consagrar obispos en Acerenza. Como respuesta a este hecho, para limitar la influencia de las Iglesias de rito bizantino, se estableció la provincia eclesiástica de Salerno.
Acerenza se convirtió en uno de los centros del conflicto entre las Iglesias oriental y romana. Disputada entre las dos metrópolis eclesiásticas de Otranto y Salerno, Acerenza, fiel a la Iglesia de Roma, se separó en 989 de la jurisdicción metropolitana de Otranto y se convirtió en sufragánea de la arquidiócesis de Salerno, aunque siguió bajo la influencia de Otranto debido a su posición geográfica, a las frecuentes relaciones culturales y al monaquismo.
El 4 de mayo de 1041, el obispo de Acerenza, Stefano (1029-1041), que apoyaba al catapán de Bari, murió luchando a orillas del Ofanto contra los primeros normandos que habían conquistado la zona alrededor de Melfi. Tras esta batalla, Acerenza fue conquistada por los normandos y en 1061 Roberto Guiscardo la convirtió en una fortaleza, convirtiéndola en un centro de defensa contra las represalias bizantinas.
En 1059 el obispo Godano o Gelaldo participó en el Concilio de Melfi en el que se distinguió; por ello obtuvo el título de arzobispo. Sin embargo, esta noticia no está confirmada; de hecho, según otras fuentes, Acerenza se convirtió en arzobispado bajo el papa León IX o bajo el papa Nicolás II.
El 13 de abril de 1068 el papa Alejandro II emitió una bula dirigida a Arnaldo, arzobispo de Acerenza, con la que establecía una nueva provincia eclesiástica que incluía, entre otras, las ciudades de Venosa, Potenza, Tricarico, Montepeloso, Gravina, Matera, Tursi, Latiniano, San Chirico, Oriolo, quedando Montemurro y Armento bajo el control directo de la Santa Sede.
El arzobispo Arnaldo comenzó a finales del siglo XI las obras de construcción de la catedral, durante las cuales se encontraron las reliquias de san Canio. En mayo de 1102 Pietro fue elegido arzobispo y se confirmaron los privilegios concedidos a Arnaldo.
En 1106 el papa Pascual II escribió al arzobispo Pietro para concederle derechos metropolitanos, asignándole las diócesis de Venosa, Gravina, Tricarico, Tursi y Potenza como sufragáneas y el uso del palio en los días festivos.
En 1203, con una bula del papa Inocencio III, Matera fue elevada a la categoría de iglesia catedral. La bula se expresaba de la siguiente manera: «Hemos decidido erigir una iglesia catedral cerca de Matera para que esté unida a la cátedra primitiva». La unión aeque principaliter con Matera no tuvo una vida fácil; de hecho, la historia de estas dos Iglesias es una sucesión de desacuerdos y contrastes.
El papa Urbano VI fue arzobispo de Acerenza y Matera desde 1363 hasta 1377.
En los primeros años del siglo XV, cuando Manfredi de Aversa era obispo (1414-1444), el pueblo de Matera, con la ayuda de Giannantonio Orsini, príncipe de Tarento y conde de Matera, intentó separarse de Acerenza, obligando al arzobispo alejarse de su sede, nombrando obispo a un tal Marsio, fraile franciscano. El papa Eugenio IV primero dejó un administrador separado para la iglesia de Matera, y después de la muerte de Manfredi en 1444 restableció la unión entre las dos Iglesias, nombrando a Marino De Paulis arzobispo de Acerenza y Matera.
En 1471 el papa Sixto IV decretó que el arzobispo asumiera el título de Acerenza y Matera cuando vivía en Acerenza, y viceversa el título de Matera y Acerenza cuando vivía en Matera. Los conflictos continuaron hasta tal punto que el papa Clemente VIII estableció que la precedencia del título pertenecía a Acerenza, la diócesis más antigua, y la estancia del arzobispo era en Matera, por su mayor conveniencia. El 5 de noviembre de 1751, el papa Benedicto XIV, con una bula dirigida al arzobispo Francesco Lanfreschi, reiteró las posesiones y derechos de la arquidiócesis, confirmando que la residencia habitual del arzobispo de Acherunzio y Matera debería ser Acerenza.
Entre 1844 y 1845 el obispo Antonio Di Macco celebró el sínodo diocesano en la catedral de Acerenza y publicó las Constitutiones Sinodales.
El 5 de agosto de 1910 se permitió a los arzobispos de Acerenza y Matera añadir el título de abades de Sant'Angelo di Montescaglioso. A partir de 1954 este título será prerrogativa de los arzobispos de Matera.
El 11 de agosto de 1945, el decreto Excellentissimus de la Congregación Consistorial modificó los límites de las dos arquidiócesis, atribuyendo a la jurisdicción de Matera diez parroquias en las comunas de Bernalda, Ferrandina, Ginosa, Grottole, Laterza, Metaponto, Miglionico, Montescaglioso, Pisticci y Pomarico, que hasta ese momento pertenecían a Acerenza.
El 2 de julio de 1954 mediante la bula Acherontia del papa Pío XII las dos Iglesias de Acerenza y Matera fueron definitivamente separadas y se establecieron dos provincias eclesiásticas: las sedes sufragáneas de Potenza, Venosa, Marsico Nuovo y Muro Lucano fueron asignadas a la Iglesia metropolitana de Acerenza.
El 21 de agosto de 1976, mediante la bula Quo aptius del papa Pablo VI, las dos provincias eclesiásticas fueron suprimidas, y Acerenza, junto con Matera, se convirtió en sede episcopal sufragánea de la arquidiócesis de Potenza y Marsico Nuovo, al mismo tiempo elevada a categoría sede metropolitana.
Con carta de la Congregación para los Obispos de 28 de noviembre de 1977, el título de arquidiócesis fue devuelto a la sede de Acerenza.
Muchos arzobispos de Acerenza han sido elevados al cardenalato.

## Estadísticas
Según el Anuario Pontificio 2023 la arquidiócesis tenía a fines de 2022 un total de 39 610 fieles bautizados.
| Año                                                                             | Población            | Población | Población      | Sacerdotes | Sacerdotes    | Sacerdotes    | Bautizados por sacerdote | Diáconos permanentes | Religiosos | Religiosos | Parroquias |
| Año                                                                             | Bautizados católicos | Total     | % de católicos | Total      | Clero secular | Clero regular | Bautizados por sacerdote | Diáconos permanentes | Varones    | Mujeres    | Parroquias |
| ------------------------------------------------------------------------------- | -------------------- | --------- | -------------- | ---------- | ------------- | ------------- | ------------------------ | -------------------- | ---------- | ---------- | ---------- |
| Arquidiócesis de Acerenza y Matera                                              |                      |           |                |            |               |               |                          |                      |            |            |            |
| 1950                                                                            | 168 932              | 169 271   | 99.8           | 103        | 93            | 10            | 1640                     |                      | 9          | 140        | 38         |
| Arquidiócesis de Acerenza                                                       |                      |           |                |            |               |               |                          |                      |            |            |            |
| 1959                                                                            | 69 438               | 69 508    | 99.9           | 48         | 44            | 4             | 1446                     |                      | 6          | 86         | 20         |
| 1969                                                                            | 60 098               | 60 374    | 99.5           | 34         | 31            | 3             | 1767                     |                      | 4          | 81         | 22         |
| 1980                                                                            | 59 800               | 60 718    | 98.5           | 41         | 35            | 6             | 1458                     |                      | 7          | 68         | 21         |
| 1990                                                                            | 61 000               | 62 500    | 97.6           | 45         | 39            | 6             | 1355                     |                      | 8          | 73         | 21         |
| 1999                                                                            | 60 150               | 60 300    | 99.8           | 43         | 37            | 6             | 1398                     |                      | 6          | 61         | 21         |
| 2000                                                                            | 60 150               | 60 300    | 99.8           | 46         | 38            | 8             | 1307                     |                      | 8          | 62         | 21         |
| 2001                                                                            | 59 950               | 60 100    | 99.8           | 43         | 37            | 6             | 1394                     |                      | 6          | 63         | 21         |
| 2002                                                                            | 59 950               | 60 120    | 99.7           | 44         | 38            | 6             | 1362                     |                      | 6          | 62         | 21         |
| 2003                                                                            | 60 000               | 60 200    | 99.7           | 42         | 37            | 5             | 1428                     |                      | 5          | 62         | 21         |
| 2004                                                                            | 60 000               | 60 200    | 99.7           | 37         | 35            | 2             | 1621                     |                      | 2          | 58         | 21         |
| 2005                                                                            | 53 000               | 55 000    | 96.4           | 38         | 36            | 2             | 1394                     |                      | 2          | 57         | 21         |
| 2006                                                                            | 53 000               | 53 215    | 99.6           | 42         | 40            | 2             | 1261                     |                      | 2          | 67         | 21         |
| 2011                                                                            | 42 382               | 42 815    | 99             | 40         | 38            | 2             | 1059                     |                      | 2          | 61         | 21         |
| 2012                                                                            | 42 600               | 43 000    | 99.1           | 42         | 39            | 3             | 1014                     |                      | 3          | 60         | 21         |
| 2015                                                                            | 40 368               | 40 595    | 99.4           | 42         | 39            | 3             | 961                      |                      | 6          | 50         | 21         |
| 2018                                                                            | 40 490               | 40 650    | 99.6           | 39         | 39            |               | 1038                     |                      | 1          | 45         | 21         |
| 2020                                                                            | 39 836               | 39 940    | 99.7           | 38         | 38            |               | 1048                     | 1                    |            | 31         | 21         |
| 2022                                                                            | 39 610               | 39 722    | 99.7           | 35         | 35            |               | 1131                     | 1                    |            | 37         | 21         |
| Fuente: Catholic-Hierarchy, que a su vez toma los datos del Anuario Pontificio. |                      |           |                |            |               |               |                          |                      |            |            |            |

## Episcopologio

### Sede de Acerenza
- Romano † (inicios del siglo IV)
- Monocollo †
- Pietro I †
- Silvio †
- Teodosio †
- Aloris †
- Stefano I †
- Araldo †
- Berto †
- Leone I †
- Lupo †
- Evalanio †
- Azo †
- Asedeo †
- Giuseppe †
- San Giusto † (mencionado en 499)
- Leone II † (776-799 falleció)
- Pietro II † (mencionado en 833)
- Rodolfo † (869-874)
- Leone III † (874-circa 909 falleció)
- Andrea † (906-935)
- Giovanni I † (936-972)
- Giovanni II † (993-996)
- Stefano II † (996-1024)
- Stefano III † (1029-4 de mayo de 1041 falleció)
- Stefano IV † (1041-1048)
- Goderio † (1048-1058)
- Goderio II † (1058-1059)
- Godano o Gelardo † (1059-1066)
- Arnaldo † (1066-1101 falleció)
- Pietro † (1102-circa 1142 falleció)
- Durando † (1142-1151)
- Roberto † (1151-1178)
- Riccardo † (1178-1184 falleció)
- Pietro IV † (1184-1194)
- Pietro V † (1194-1197)
- Rainaldo † (marzo de 1198-1199 falleció)

### Sedes de Acerenza y Matera
- Andrea † (7 de mayo de 1203-1231 renunció)
- Andrea † (1236-circa 1246 falleció) (por segunda vez)[7]
- Anselmo † (18 de abril de 1253-circa 1255 falleció)
- Lorenzo, O.P. † (5 de abril de 1267-15 de noviembre de 1276 falleció)
- Pietro d'Archia † (22 de junio de 1279-circa 1300 falleció)
  - Gentile Stefaneschi Orsini, O.P. † (3 de junio de 1300-5 de agosto de 1303 falleció) (administrador apostólico)
  - Guy de Pernes, O.S.B.Clun. † (6 de septiembre de 1303-13 de noviembre de 1306 nombrado obispo de Toul) (administrador apostólico)
- Landolfo (o Rudolfo), O.P. † (12 de agosto de 1307-6 de noviembre de 1307 falleció)
- Roberto II, O.P. † (18 de agosto de 1308-1334 falleció)
- Pietro VII † (4 de julio de 1334-1342 o 1343 falleció)
- Giovanni Corcello † (29 de enero de 1343-circa 1363 falleció)
- Bartolomeo Prignano † (22 de marzo de 1363-13 de enero de 1377 nombrado arzobispo de Bari, luego electo papa con el nombre de Urbano VI)

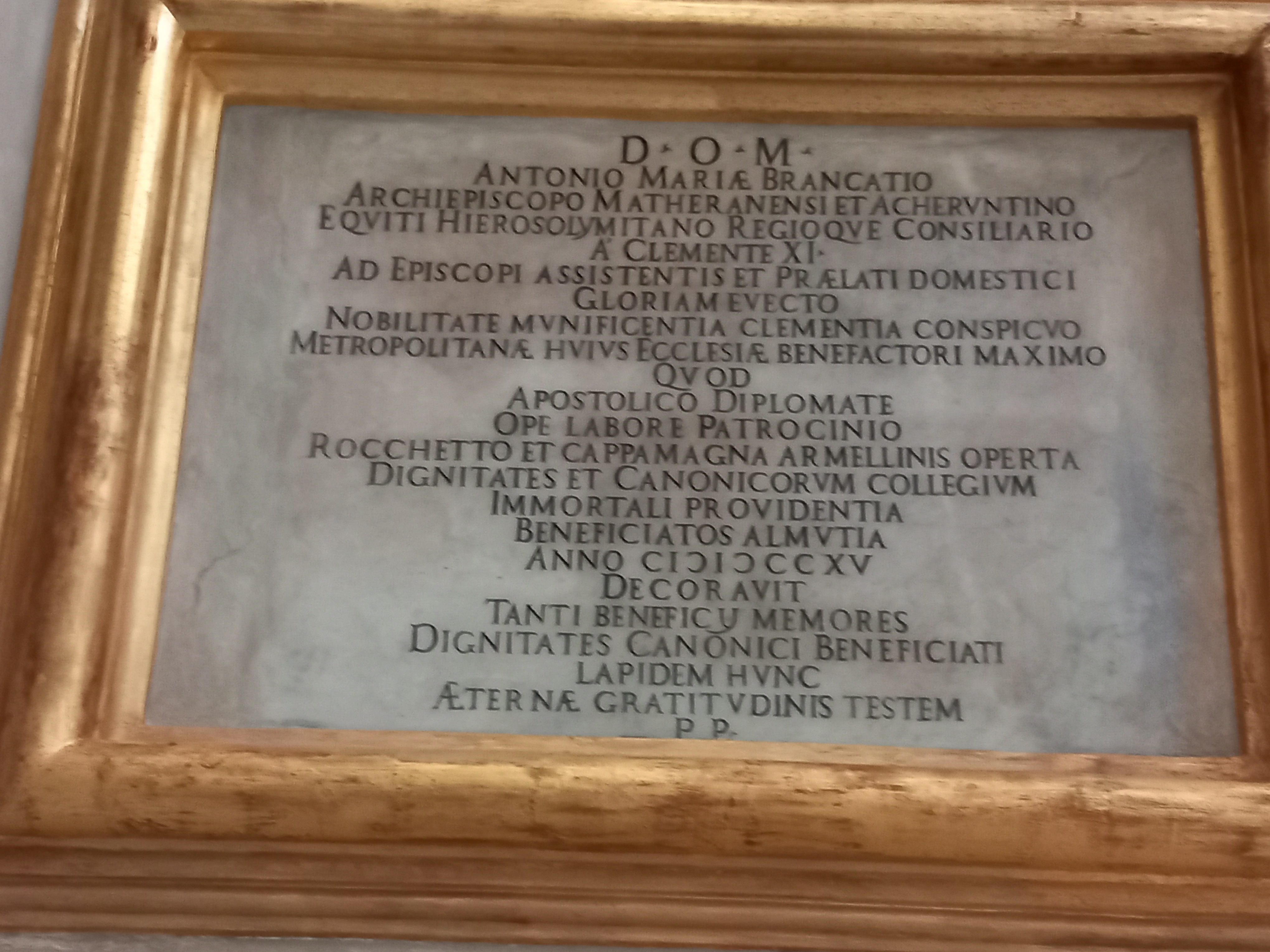
Lápida en memoria de Antonio Maria Brancaccio en la Catedral de Matera

- Niccolò Acconciamuro † (8 de abril de 1377-5 de noviembre de 1378 nombrado arzobispo de Bari)
- Obediencia aviñonesa:
  - Giacomo di Silvestro † (7 de febrero de 1379-? falleció)
  - Bisanzio Morelli † (1384-? falleció)
  - Tommaso di Bitonto † (20 de diciembre de 1393-? falleció)
- Obediencia romana y pisana:
  - Giacomo † (mencionado el 15 de octubre de 1381)
  - Nicola †
  - Pietro Giovanni de Baraballis, O.F.M. † (1392-15 de marzo de 1395 nombrado arzobispo de Corinto)
  - Stefano Goberio, O.F.M. † (15 de marzo de 1395-5 de marzo de 1403 nombrado obispo de Calvi)
  - Riccardo de Olibano † (6 de noviembre de 1402-1407)
  - Niccolò Piscicelli, O.Cist. † (16 de marzo de 1407-21 de febrero de 1415 nombrado arzobispo de Salerno)
- Manfredi Aversano † (20 de febrero de 1415-4 de agosto de 1444 falleció)
  - Maio d'Otranto, O.F.M. † (1440-1444) (administrador apostólico de Matera)
- Marino De Paulis † (4 de septiembre de 1444-septiembre de 1470 falleció)
- Francesco Enrico Lunguardo, O.P. † (1470-8 de diciembre de 1482 falleció)
- Vincenzo Palmieri † (14 de marzo de 1483-30 de julio de 1518 renunció)
- Andrea Matteo Palmieri † (30 de julio de 1518-21 de agosto de 1528 renunció)
- Francesco Palmieri, O.F.M. † (21 de agosto de 1528-agosto de 1530 falleció)
  - Andrea Matteo Palmieri † (1530-1531 renunció) (administrador apostólico)
- Giovanni Michele Saraceni † (21 de junio de 1531-1556 renunció)
- Sigismondo Saraceno † (4 de mayo de 1556-7 de enero de 1585 falleció)
- Francesco Antonio Santorio † (28 de julio de 1586-28 de agosto de 1589 falleció)
- Francisco Avellaneda † (30 de enero de 1591-3 de octubre de 1591 falleció)
- Scipione di Tolfa † (20 de diciembre de 1593-12 de febrero de 1595 falleció)
- Giovanni Trulles de Myra † (11 de marzo de 1596-noviembre de 1600 falleció)
  - Sede vacante (1600-1605)
- Giuseppe de Rubeis † (12 de septiembre de 1605-5 de febrero de 1610 falleció)
- Giovanni Spilla, O.P. † (19 de enero de 1611-20 de septiembre de 1619 falleció)
- Fabrizio Antinoro † (10 de enero de 1622-13 de noviembre de 1630 nombrado arzobispo a título personal de Siracusa)
- Giovanni Domenico Spinola † (13 de noviembre de 1630-26 de abril de 1632 nombrado arzobispo a título personal de Luni y Sarzana)
- Simone Carafa Roccella, C.R. † (30 de agosto de 1638-16 de septiembre de 1647 nombrado arzobispo de Mesina)
- Giambattista Spinola † (18 de mayo de 1648-10 de noviembre de 1664 nombrado arzobispo de Génova)
- Vincenzo Lanfranchi, C.R. † (7 de diciembre de 1665-6 de septiembre de 1676 falleció)
- Antonio del Río Colmenares † (14 de marzo de 1678-abril de 1702 falleció)
- Antonio Maria Brancaccio, C.R. † (4 de junio de 1703-10 de diciembre de 1722 falleció)
- Giuseppe Maria Positano, O.P. † (27 de septiembre de 1723-14 de marzo de 1730 falleció)
- Alfonso Mariconda, O.S.B. † (11 de diciembre de 1730-5 o 13 de febrero de 1737 falleció)
- Giovanni Rosso, C.R. † (8 de julio de 1737-21 de mayo de 1738 nombrado arzobispo de Tarento)
- Francesco Lanfreschi † (21 de mayo de 1738-8 de febrero de 1754 falleció)
- Anton Ludovico Antinori, C.O. † (22 de abril de 1754-24 de abril de 1758 renunció)
- Serafino Filangieri, O.S.B. † (22 de noviembre de 1758-23 de agosto de 1762 nombrado arzobispo de Palermo)
- Nicola Filomarini, O.S.B.Coel. † (16 de mayo de 1763-31 de agosto de 1767 nombrado arzobispo a título personal de Caserta)
- Carlo Parlati, P.O. † (14 de diciembre de 1767-27 de enero o 24 de febrero de 1774 falleció)
- Giuseppe Sparano † (29 de mayo de 1775-5 de junio de 1776 falleció)
- Francesco Zunica † (16 de diciembre de 1776-16 o 23 de diciembre de 1796 falleció)
- Camillo Cattaneo della Volta † (18 de diciembre de 1797-13 de marzo de 1834 falleció)
- Antonio Di Macco † (6 de abril de 1835-7 de agosto de 1854 falleció)
- Gaetano Rossini † (23 de marzo de 1855-27 de marzo de 1867 nombrado arzobispo a título personal de Molfetta, Giovinazzo y Terlizzi)
- Pietro Giovine † (27 de octubre de 1871-11 de septiembre de 1879 falleció)
- Gesualdo Nicola Loschirico, O.F.M.Cap. † (27 de febrero de 1880-30 de marzo de 1890 falleció)
- Francesco Maria Imparati, O.F.M.Obs. † (23 de junio de 1890-11 de julio de 1892 falleció)
- Raffaele di Nonno, C.SS.R. † (16 de enero de 1893-24 de junio de 1895 falleció)
- Diomede Angelo Raffaele Gennaro Falconio, O.F.M.Ref. † (29 de noviembre de 1895-3 de agosto de 1899 nombrado delegado apostólico en Canadá y Terranova[nota 1])
- Raffaele Rossi † (14 de diciembre de 1899-18 de agosto de 1906 falleció)
- Anselmo Filippo Pecci, O.S.B. † (7 de septiembre de 1907-10 de abril de 1945 renunció[nota 2])
- Vincenzo Cavalla † (8 de septiembre de 1946-14 de febrero de 1954 falleció)

### Sede de Acerenza
- Domenico Picchinenna † (2 de julio de 1954-4 de septiembre de 1961 nombrado arzobispo de Cosenza)
- Corrado Ursi † (30 de noviembre de 1961-23 de mayo de 1966 nombrado arzobispo de Nápoles)
  - Sede vacante (1966-1970)
- Giuseppe Vairo † (22 de diciembre de 1970-12 de febrero de 1979 renunció)[nota 3]
- Francesco Cuccarese (12 de febrero de 1979-6 de junio de 1987 nombrado arzobispo a título personal de Caserta)
- Michele Scandiffio † (30 de abril de 1988-27 de julio de 2005 retirado)
- Giovanni Ricchiuti (27 de julio de 2005-15 de octubre de 2013 nombrado arzobispo a título personal de Altamura-Gravina-Acquaviva delle Fonti)
  - Sede vacante (2013-2016)
- Francesco Sirufo, desde el 20 de mayo de 2016